# Puerto Rico (Argentina)
Puerto Rico es una ciudad argentina ubicada en la provincia de Misiones, siendo cabecera del departamento Libertador General San Martín. Fue fundada por Carlos Culmey el 19 de noviembre de 1919

## Ubicación
Se halla a una latitud de 26º 48' Sur y a una longitud de 55º 01' Oeste, a orillas del río Paraná, limita al sur con el municipio de Capioví, al norte y al este con el municipio de Garuhapé y al oeste con Paraguay. 
Se accede a ella, a través de la Ruta Nacional 12, que la comunica con las famosas Cataratas del Iguazú, a tan solo 170 km y con la ciudad de Posadas, capital de la provincia, a 140 km.
Dentro de la provincia, se la conoce como la Capital de la Industria y la Ciudad de Los Lapachos. Dentro del municipio se encuentran también los núcleos urbanos de San Alberto (considerado un barrio más de Puerto Rico aunque no se encuentren aún conectados ediliciamente) y Mbopicuá.

## Historia
Fue fundada a orillas del río Paraná (y por tanto justo frente a Paraguay) el 15 de noviembre de 1919 por el ing. agrimensor y empresario alemán Carlos Culmey, importante colonizador de la costa misionera del Paraná. A mediados de ese mismo año, Culmey adquirió tierras a nombre de la Compañía "Colonizadora Alto Paraná", destinando una parte de ellas para el lugar donde estarían las construcciones de Puerto Rico. La colonia se pobló con inmigrantes de ascendencia alemana que conservaban su idioma ancestral (alemanes étnicos) provenientes de Brasil. 
Puerto Rico se fundó como colonia alemana católica (en un primer momento con alemanes de Brasil), mientras que el año siguiente, 50 km al norte de Puerto Rico y también a orillas del río Paraná, se fundó la colonia de Montecarlo con inmigrantes de origen alemán protestante (primero provenientes de Brasil pero luego provenientes mayoritariamente de Alemania, en especial de Baden-Wurtemberg). A su vez, 20 km al norte de la colonia Montecarlo -siempre siguiendo la línea del río Paraná- el empresario alemán Adolfo Julio Schwelm fundó Eldorado, otra colonia de alemanes, que además integró colonos escandinavos y holandeses.
El sacerdote jesuita alemán que acompañó la colonización, Maximilian von Lassberg (o Max von Lassberg, nacido en 1857 en Alemania) había pedido expresamente una colonia que fuera sólo para alemanes católicos. Él fue el encargado de convencer a los alemanes étnicos de Brasil de que se asentaran en la provincia argentina de Misiones, ya que ellos llevaban un tiempo trabajando en la colonización alemana de Brasil y el gobierno brasilero no estaba respondiendo bien.
Los alemanes étnicos provenientes de Brasil llegaron a Puerto Rico desde el estado brasileño de Rio Grande do Sul (más concretamente de localidades como: São Sebastião do Caí, São Leopoldo, Santa Maria, Cerro Largo, Bom Princípio, Montenegro, entre otras). Estos alemanes étnicos, a su vez, eran en su mayoría descendientes de inmigrantes que habían llegado a Brasil desde la región de Hunsrück, en Renania-Palatinado, Alemania. Por lo tanto hablaban (y aún conservan en Puerto Rico) el dialecto alemán Hunsrückisch, el cual tiene muchos hablantes entre los descendientes de alemanes de Brasil y de Misiones, en Argentina.
Culmey logró distribuir a los colonos que llegaban a Puerto Rico de manera homogénea siguiendo los principios del Waldhufendorf (aldea o caserío con terrenos cultivables en el bosque o monte), un sistema muy típico del área central de bosques de Alemania. Se implementó este sistema de parcelamiento ya que ambas colonias estaban ubicadas en la región de la Selva Paranaense. Cada colonia fue subdividida en fracciones denominadas "línea", debido a que en Brasil el camino o la picada que unía los lotes era llamada linha. Así, mientras que en la colonia Puerto Rico están Línea Paraná, Línea Mbopicuá, Línea Capioví, Línea Cuchilla o Línea Cuña Pirú; en la colonia Montecarlo se encuentran Línea Aterrada, Línea Bonita, Línea Guatambú, Línea Ita-Curuzú, entre otras. Estas fracciones fueron ocupadas por grupos de unas quince familias. La picada principal permitió un mayor contacto entre los pioneros, posibilitó que la colonización se fuera afianzando y contribuyó a generar un sentimiento de solidaridad grupal de larga duración en el tiempo.
A fines de 1924, la compañía fundada por Culmey se fusionó con la de Adolfo Julio Schwelm, el empresario alemán radicado en Argentina que había iniciado la colonización de la localidad de Eldorado en 1919. A partir de ese momento, las colonias de Puerto Rico, Montecarlo y Eldorado fueron administradas por la "Compañía de Explotación de Bosques Eldorado". Estas colonias habían nacido desde sus inicios con el mismo objetivo de realizar una colonización selectiva con inmigrantes de origen germánico.
Culmey organizó los asentamientos de alemanes separándolos estrictamente por confesión religiosa (católicos de un lado, protestantes del otro) y pensaba que, en un principio, en las nuevas colonias se debían admitir solamente alemanes que hubieran pasado por la "Urwaldschule" (es decir, la "escuela" de la selva) en Brasil. Ya que las dificultades de iniciar una colonización en la selva eran muy grandes y bien conocidas por quienes la dirigían, y es por ello que los colonos alemanes-brasileños iban a tener como misión "formar la base de ayuda y sostén para los -eventualmente- recién llegados de Alemania en las nuevas colonias". Sólo de esa manera se iba a poder lograr una prosperidad más rápida de las colonias, con el aprendizaje ya hecho.

## Población

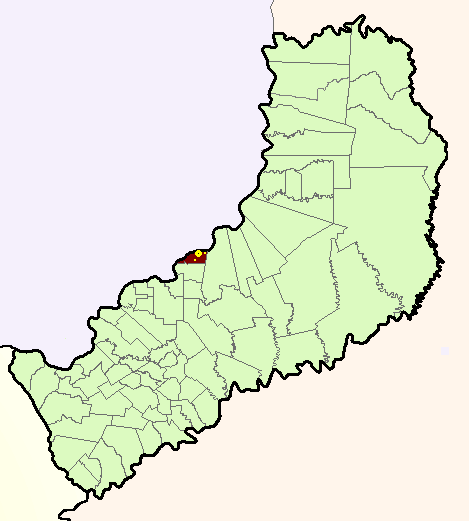
Municipio de Puerto Rico dentro de la Provincia de Misiones.

Contaba con 14,520 habitantes (Indec, 2001), lo que representa un incremento del 19,8% frente a los 12,124 habitantes (Indec, 1991) del censo anterior. Esta cifra la sitúa como la décima unidad más poblada de la provincia.

## Parroquias de la Iglesia católica en Puerto Rico
| Diócesis  | Puerto Iguazú     |
| --------- | ----------------- |
| Parroquia | San Alberto Magno |